# Функенхаузер, Зита-Эва
Зи́та-Э́ва Функенхаузер (нем. Zita-Eva Funkenhauser; род. 1 июля 1966, Сату-Маре) — немецкая фехтовальщица на рапирах, двукратная олимпийская чемпионка и трёхкратная чемпионка мира в командной рапире в составе сборной ФРГ и Германии.

## Биография
Зита-Эва Функенхаузер родилась в 1966 году в Румынии в семье сатмарских швабов. В 12-летнем возрасте она стала чемпионкой Румынии по фехтованию. В 1979 году её семья переехала из Румынии в ФРГ. Зита-Эва стала выступать за клуб FC Tauberbischofsheim. 
На летних Олимпийских играх 1984 года в Лос-Анджелесе и Чемпионате мира по фехтованию 1985 года в Барселоне Функенхаузер победила в командной рапире в составе сборной ФРГ. Немки повторили своё достижение на летних Олимпийских играх 1988 года в Сеуле. При этом Функенхаузер также завоевала бронзовую медаль в личном первенстве, уступив соотечественницам Ане Фихтель и Сабине Бау.
На Чемпионате мира по фехтованию 1989 года в Денвере Функенхаузер вновь победила в командной рапире и заняла третье место в личной рапире, уступив Ольге Величко и Фихтель. На Чемпионате мира 1991 года немки заняли третье место, на летних Олимпийских играх 1992 года — второе. На Чемпионате мира 1993 года в Эссене Функенхаузер была членом команды-чемпионки и заняла третье место в индивидуальной рапире. 
Функенхаузер не смогла принять участие в летних Олимпийских играх 1996 года, так как ожидала рождения детей-близнецов, после чего завершила спортивную карьеру.
Зита-Эва Функенхаузер была 4 раза чемпионкой Германии в 1984, 1986, 1987 и 1993 годах. Она была награждена Серебряным лавровым листом.
Функенхаузер окончила стоматологическое образование в 1994 году. Она замужем за фехтовальщиком, олимпийским чемпионом 1976 года Маттиасом Бером. В браке родились две дочери, Грета и Леандра Бер. Они также стали фехтовальщицами.